# Mary Spencer
Mary Spencer, Senhora Spencer (nascida Mary Beauclerk; Hanworth, 4 de dezembro de 1743 – 13 de janeiro de 1812) foi uma nobre inglesa que foi casada com Charles Spencer. Ela era bisneta paterna do rei Carlos II de Inglaterra e de sua amante, Nell Gwyn.

## Família
Mary foi a segunda filha, sexta e última criança nascida do almirante Vere Beauclerk, 1.º Barão Vere de Hanworth e de Mary Chambers. Ela foi batizada em 31 de dezembro de 1743, em St James Westminster, na cidade de Londres.
Os seus avós paternos eram Charles Beauclerk, 1.º Duque de St Albans, filho ilegítimo do rei Carlos II de Inglaterra e de sua amante, Nell Gwyn, e Diana de Vere, que foi Senhora da Câmara da rainha Carolina de Ansbach, consorte do rei Jorge II da Grã-Bretanha. Os seus avós maternos eram Thomas Chambers e Mary Berkeley, filha de Charles Berkeley, 2.º Conde de Berkeley e de Elizabeth Noel.
Mary teve cinco irmãos mais velhos, porém, além dela, apenas um irmão sobreviveu e chegou à vida adulta: Aubrey Beauclerk, 5.º Duque de Beauclerk, que foi marido de Catherine Ponsoby.

## Biografia

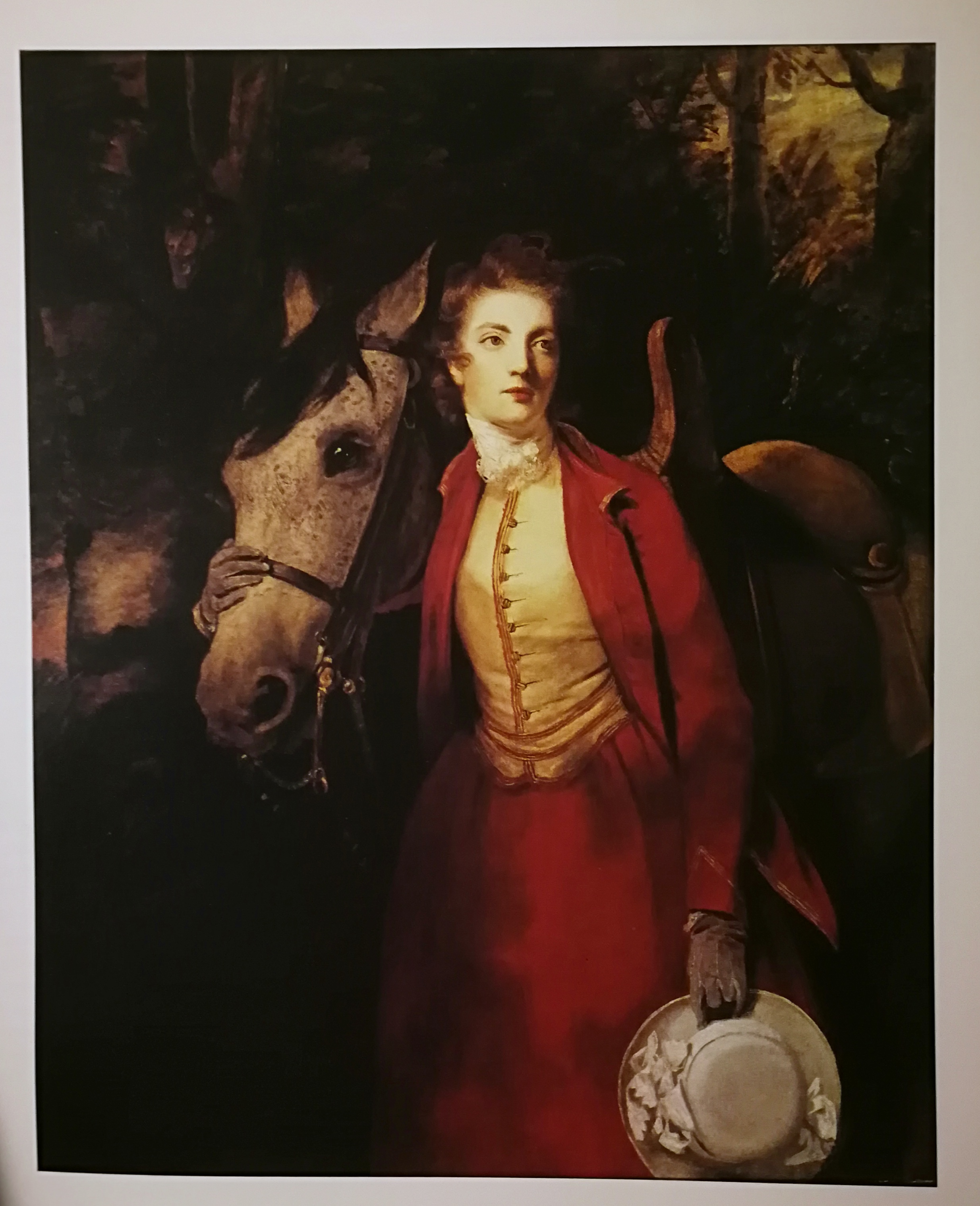
A Senhora Spencer em 1775, quando tinha por volta de 32 anos, pintada por Joshua Reynolds.

Aos 18 anos de idade, em 2 de outubro de 1762, a jovem se casou com Charles Spencer, Lorde Spencer, que tinha 22 anos, em Hanworth. Charles era filho de Charles Spencer, 3.º Duque de Marlborough e de Elizabeth Trevor. Ela passou a ser chamada de Senhora Charles Spencer.
Eles tiveram três filhos juntos: Robert, John e e o poeta William Robert.
A honorável Mary Spencer faleceu em 13 de janeiro de 1812, aos 68 anos de idade, mas o local de seu enterro é desconhecido.   Seu marido não se casou novamente, e faleceu oito anos depois, em 1820.

## Descendência
- Robert Spencer (entre 1763 e 1780 – 1831), foi casado com Henrietta Fawkener, mas não teve filhos.
- John Spencer (21 de dezembro de 1767 –  17 de dezembro de 1831), foi casado com a prima Elizabeth Spencer, filha de George Spencer, 4.º Duque de Marlborough, com quem teve quatro filhos.
- William Robert Spencer (9 de janeiro de 1769 – 23 de outubro de 1834), poeta, conhecido pela sua perspicácia. Foi marido da condessa Susan de Jenison-Walworth, com quem teve cinco filhos.